# دايفيد ميلر
دايفيد ميلر (بالإنجليزية: David Miller)‏ (و. 1973  م) هو مغني، ومغني أوبرا، وموسيقي، وممثل أمريكي، ولد في سان دييغو، يستخدم آلات طبل إلكتروني، ومترددة (آلة موسيقية)، وبيانو، وهو عضوٌ في إيل ديفو.

## التعليم
تعلم في Oberlin Conservatory of Music ‏.

## وصلات خارجية
- دايفيد ميلر على موقع IMDb (الإنجليزية)
- دايفيد ميلر على موقع ميوزك برينز (الإنجليزية)
- دايفيد ميلر على موقع قاعدة بيانات برودواي على الإنترنت (الإنجليزية)
- دايفيد ميلر على موقع ديسكوغز (الإنجليزية)
- دايفيد ميلر على موقع قاعدة بيانات الفيلم (الإنجليزية)
- دايفيد ميلر على موقع كينوبويسك (الروسية)
- دايفيد ميلر في قاعدة بيانات الأفلام على الإنترنت